# Arthur Rimbaud
Arthur Rimbaud, właśc. Jean Nicolas Arthur Rimbaud [aʁtyʁ ʁɛ̃bo] (ur. 20 października 1854 w Charleville, zm. 10 listopada 1891 w Marsylii) – francuski poeta, zaliczany do grona tzw. poetów wyklętych.

## Życiorys

### Dzieciństwo i młodość (1854–1872)
Jako chłopiec osiągał bardzo dobre wyniki w nauce. Przed ukończeniem 16. roku życia zdobywał liczne nagrody szkolne i opanował łacinę w stopniu pozwalającym mu na pisanie poezji i fragmentów dramatycznych w tym języku. Jego matka karała go poprzez zmuszanie go do nauczenia się na pamięć stu wersów łacińskich wierszy, a ponadto karała go za wszelkie błędy, poprzez pozbawianie go posiłku. Arthur nie lubił zajęć szkolnych i nie znosił ciągłego nadzoru matki. Do około szesnastego roku życia, matka odprowadzała go ze szkoły do domu.

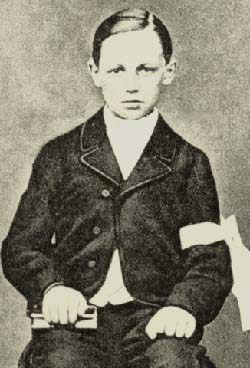
Arthur Rimbaud w wieku 11 lat

Pierwszym literackim mentorem Rimbauda został w 1870 Georges Izambard, jego nauczyciel z gimnazjum. Rok później uciekł z domu i przeniósł się do Paryża, gdzie prawdopodobnie przyłączył się do Komuny Paryskiej, opisanej później w jego poemacie L’Orgie parisienne ou Paris se repeuple. Wtedy też być może padł ofiarą gwałtu ze strony pijanych komunardów, na co wskazuje m.in. jego poemat Le Cœur supplicié. W tym czasie odrzucił normy społeczne, zaczął nadużywać alkoholu i zaniedbał swój wygląd, nie zaprzestawał jednak pisania wierszy. Kradł także książki z lokalnych sklepów i zapuścił włosy.

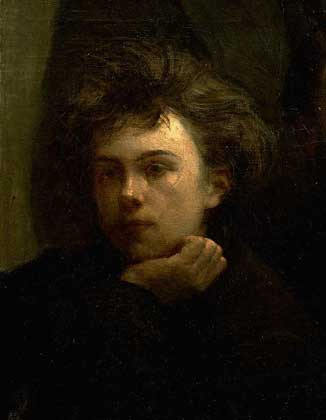
Arthur Rimbaud, fragment obrazu Henriego Fantin-Latour, „Poeci przy stole”.

### Dorosłe życie (1872–1891)

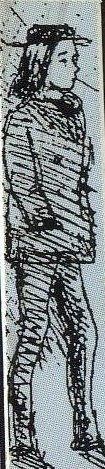
Arthur Rimbaud narysowany przez Verlaine’a (1872)

Pod koniec 1871 powrócił do Paryża na zaproszenie znanego poety Paula Verlaine’a, zafascynowanego wierszami Rimbauda. Przyjaźń poetów szybko przekształciła się w stały związek homoseksualny. Para uwielbiała szokować paryską bohemę – młody Rimbaud szybko stał się sztandarowym przykładem enfant terrible. W tym czasie powstały najlepsze wiersze Rimbauda, mroczne, wizyjne, wyróżniające się na tle francuskiego symbolizmu.
Zakochany w Rimbaudzie Verlaine porzucił w 1872 rodzinę i udał się z partnerem we włóczęgowską podróż po Francji, zakończoną krótkim pobytem w Londynie. W lipcu 1873 po kłótni Verlaine postrzelił Rimbauda w Brukseli i został aresztowany, a rewizja ujawniła kompromitujące kochanków listy miłosne. Verlaine został skazany na dwa lata więzienia. Rimbaud powrócił do Charleville i dokończył swój słynny cykl Une saison en enfer („Sezon w piekle”).
W 1874 napisał wizjonerskie i nowatorskie formalnie Illuminations (Iluminacje), zawierające pierwsze francuskie poematy napisane wierszem wolnym. W 1875 po raz ostatni spotkał Verlaine’a w Niemczech. Porzucił pisanie i rozpoczął intensywne podróże po Europie. W lecie 1876 zaciągnął się do armii holenderskiej i popłynął na Jawę, jednakże szybko zdezerterował i powrócił do Francji. W 1880 pojechał na Cypr, a następnie osiadł w Adenie, gdzie został przedstawicielem firmy handlowej Bardey. Miał wielu wielbicieli, m.in. przez jakiś czas żył z abisyńską kochanką. W 1884 porzucił pracę w Bardey i założył własną firmę w Harar w Abisynii. Zajmował się m.in. handlem bronią.

### Śmierć (1891)

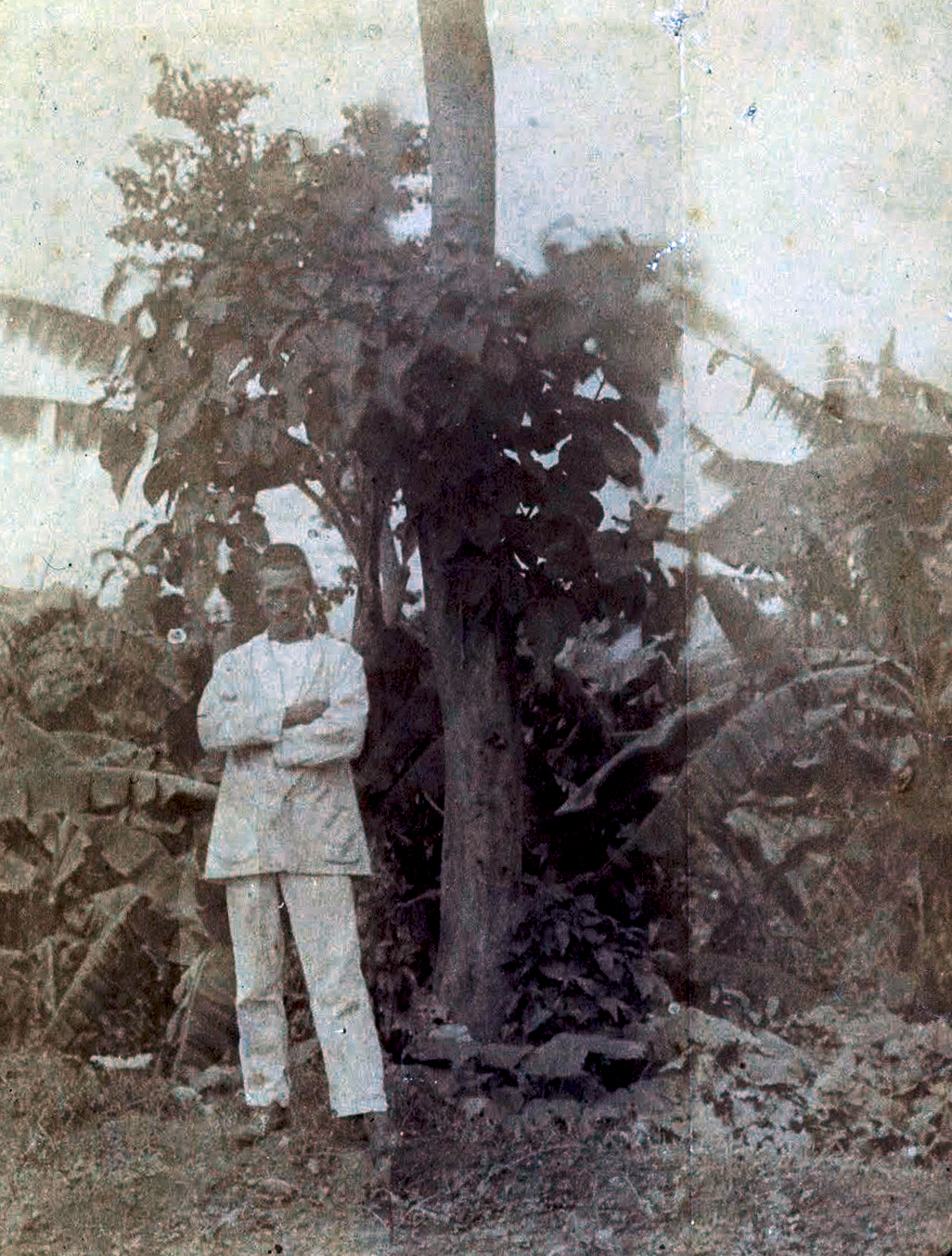
Arthur Rimbaud (autoportret) w Harar w Etiopii w 1883 roku.

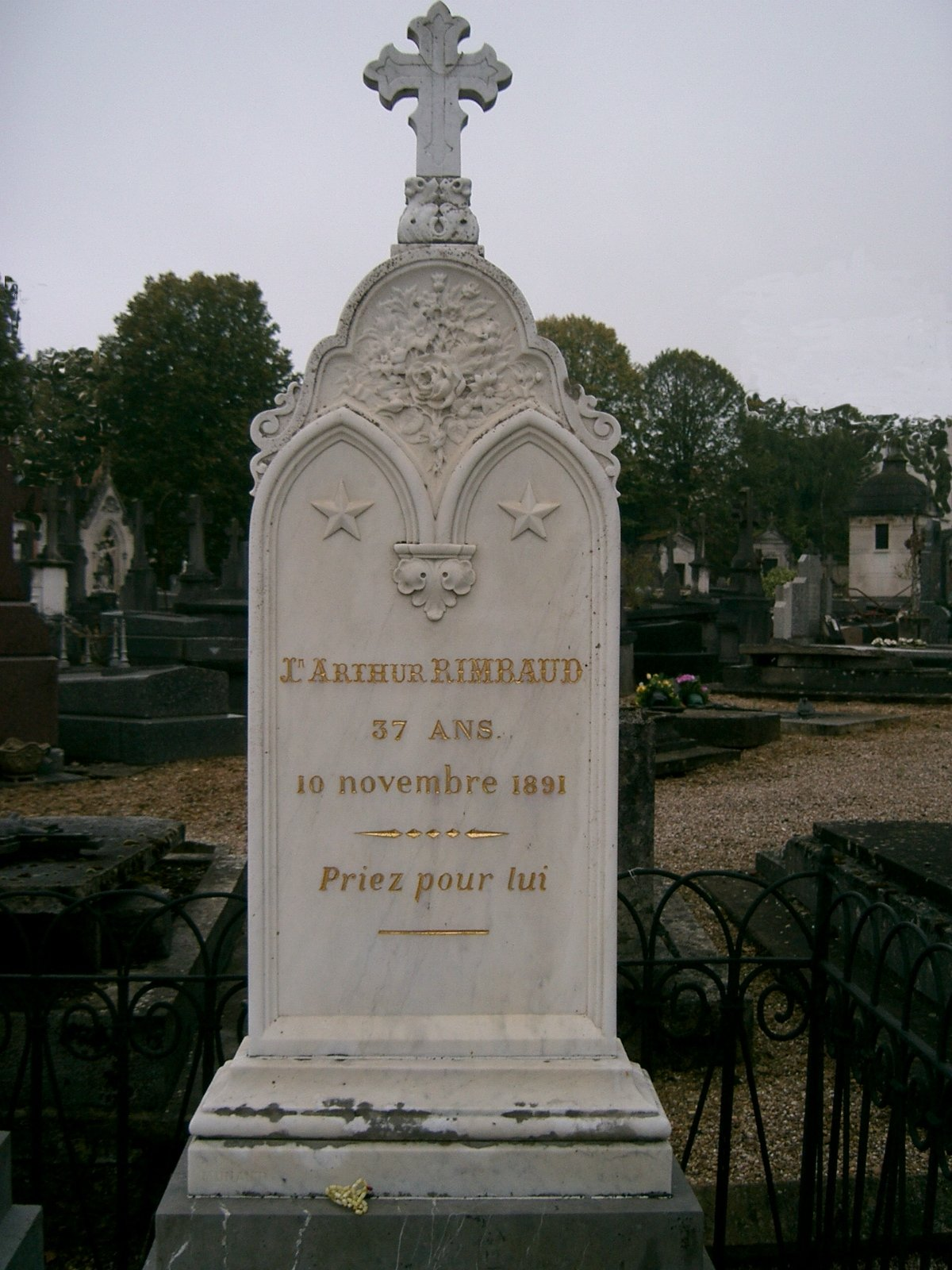
Grób Rimbauda w Charleville. Napis Priez pour lui oznacza „Módlcie się za niego”.

Choroba (nowotwór kolana) zmusiła go do powrotu do Francji, dokąd przybył 9 maja 1891. 27 maja amputowano mu nogę, a 10 listopada tego samego roku zmarł w wieku 37 lat.

## Twórczość
Jego życie urosło do rangi legendy, a nazwisko stało się symbolem obyczajowego buntu. Początkowo gorący zwolennik parnasizmu szkoły Théodore de Banville’a; później przedstawiciel symbolizmu kultywujący wypracowaną przez siebie „poetykę czystego zapisu”, „alchemię słowa” oraz „wstyd uczuć”. Często uważany również za duchowego przewodnika przyszłego pokolenia dekadentów.
Objętościowo dość skromna twórczość literacka Rimbauda przypadła na lata 1869–1873. Już pierwsze jego wiersze, pisane w wieku 15 lat, uznane zostały przez niektórych odbiorców za arcydzieła literatury francuskiej. W powszechnej opinii najwybitniejszym dziedzictwem literackim Rimbauda pozostają jednak prozy poetyckie, stanowiące jedno z najbardziej innowacyjnych osiągnięć poezji XIX wieku. Nazwisko Rimbauda patronowało przy tym wielu kierunkom awangardy oraz sztuki modernistycznej, a zwłaszcza powstałemu w XX wieku surrealizmowi i dadaizmowi. Obecny w jego dojrzałych poematach minimalizm formy, a także oryginalna technika montażu i twórcze wykorzystanie wiersza wolnego wciąż stają się inspiracją dla poezji nowoczesnej.
Twórczość Rimbauda określana jest jako wizyjna, awanturnicza i bluźniercza w stosunku do religii chrześcijańskiej, odwołująca się często do ideałów pogańskich, nadająca językowi poezji rangę sakralną. Swego czasu stanowiła ona reakcję na zbyt egotyczny romantyzm i klasycyzm, jako na kierunki literackie, które nie odpowiadając sytuacji egzystencjalnej „człowieka nowoczesnego”, wyczerpały swój twórczy potencjał. Jej główną ambicją – zarówno pod kątem treści, jak i formy – autor świadomie uczynił osobiste dążenia do poszukiwania granic każdego doświadczenia oraz rozszerzanie barier poznania zmysłowego, tzw. „jasnowidzenie”.

### Poezje (1869–1871)
Pierwsze francuskie wiersze Rimbauda (w większości były to sonety, które chłopiec dedykował Théodore’owi de Banville’owi, swojemu literackiemu mistrzowi) powstały zimą 1870. Pomimo tego, iż ich autor miał wówczas zaledwie szesnaście lat, do dzisiaj utwory te powszechnie uważa się za perły literatury francuskiej epoki poromantycznej, które zadziwiają tak wczesną dojrzałością literacką. Ich regularna budowa, pedantyczna dbałość o formę i styl oraz eksponowanie walorów estetycznych doskonale wpisywały się w program parnasizmu. Cechowała je również rozmaitość wątków i poruszanych tematów, a przede wszystkim rygorystyczny minimalizm formy. „Wiktor Hugo był gadatliwy, Rimbaud nie znosił elokwencji. Każde jego słowo ważyło. Bywał brutalny, wyzywający”. Wiele spośród tych wczesnych liryków zdradza młodo przeżywane fascynacje erotyczne autora, jednocześnie dość brutalnie dążąc do demitologizacji „sielskiego dzieciństwa” poprzez wprowadzenie w nie kategorie grzechu, niemoralności czy przedwczesnego popędu seksualnego. Inne wiersze z realistycznym szczegółem zwracają uwagę na społeczne problemy warstw ubogich.
Wiersze Rimbauda z tego pierwszego, młodzieńczego okresu, napisane zostały z rozmachem formalnym, ale w warstwie intelektualnej pozostały typowymi tworami swojej epoki. W późniejszym czasie zostały one odrzucone przez autora i nazwane „wypocinami”.

### List jasnowidza(1871)
Poeta robi z siebie jasnowidza przez długie, bezmierne i wyrozumowane rozregulowanie wszystkich zmysłów. Wszystkie postacie miłości, cierpienia, szaleństwa; sam znajduje i wyczerpuje wszelkie trucizny, aby zachować z nich kwintesencję. Niewysłowiona tortura, do której potrzeba mu całej wiary, całej nadludzkiej siły i od której staje się wielkim chorym, wielkim przestępcą, wielkim potępionym – i najwyższym Mędrcem! – Bo dochodzi do nieznanego! Kultywował przecież swoją duszę bardziej niż ktokolwiek inny! Dochodzi do nieznanego i kiedy, oszalały, traci na koniec rozeznanie swoich wizji, wtedy je zobaczył! Niech się na śmierć zamęczy skacząc przez rzeczy niesłychane i nie nazwane; przyjdą inni straszliwi pracownicy; zaczną od horyzontów, gdzie tamten stracił siły.

### Statek pijany(1871)
Pod koniec 1871 światło dzienne ujrzał ostatni, a zarazem najbardziej znany z wierszy regularnych Rimbauda, liczący 100 wersów poemat narracyjny Statek pijany (Le Bateau ivre). Choć utwór ten – zdaniem wielu krytyków – „nie jest dokładnie rzecz biorąc poezją”, autor długo i starannie cyzelował jego formę tak, aby przypadła do gustu zwolennikom Parnasu. Mimo to końcową część poematu organizuje stopniowa destrukcja logiki wydarzeń na rzecz chaotycznego następstwa coraz to bardziej abstrakcyjnych obrazów, co kieruje wiersz w stronę „poetyki czystego zapisu”.

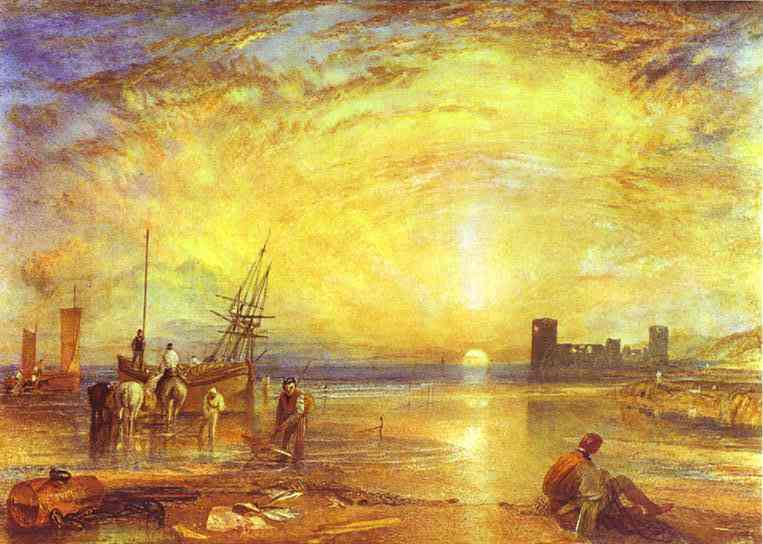
Flint Castle, obraz Williama Turnera z 1838

Statek pijany, zawierający sporo ukrytych wątków autobiograficznych, był dla samego Rimbauda swoistym testamentem, w którym autor żegnał się z Europą i – zebrawszy odpowiedni plon doświadczeń potrzebnych do roli „jasnowidza” – przeczuwał swoją rychłą śmierć dla świata.
Wiersz rozpoczyna symboliczna scena odpłynięcia tytułowego statku w „ujścia stronę”, która oznacza nieograniczoną wolność człowieka oraz jego dążenie do coraz większej świadomości, intuitio mystica („rozprężenie wszystkich zmysłów”). Początkowo podróż wiedzie przez aury piękna i fantazji; im głębiej jednak kapitan kieruje swój statek w Ocean – tym bardziej niezrozumiałe i przerażające spotykają go wizje. W końcu, zrezygnowany i przesiąknięty bólem, pragnie wyrzec się wielkich porywów ducha na rzecz powrotu do dzieciństwa („Dziecina pełna smutków, kucnąwszy nad bagnem, puszcza statki wątlejsze od pierwszych motyli”). Przemiany świadomości podmiotu lirycznego w Statku pijanym w kilka lat później znalazły przełożenie w filozofii Friedricha Nietzschego: „Jak duch stał się wielbłądem, wielbłąd lwem, a wreszcie lew dzieckiem”.

### Wiersze ostatnie (1872)
Ostatnie wiersze Rimbauda powstały w marcu 1872, zaraz po rozstaniu poety z Paulem Verlaine’em oraz powrocie do rodzinnego Charleville. Z kolei w czerwcu tego samego roku spod ręki symbolisty wyszła garść utworów, które Rimbaud już osobiście zebrał w cykl tzw. Wierszy ostatnich, przypominając je i opatrując krytycznym komentarzem w mającym powstać niebawem Sezonie w piekle.
Niektóre spośród nich zdradzają pewne prekursorstwo względem późniejszej poetyki dadaizmu, czego przykładem jest choćby – stylizowana na dziecięcą – absurdalna gra słów otwierająca Ucztę głodu:
| Uczta głodu, Arthur Rimbaud              | Fêtes de la faim, Arthur Rimbaud       |
| Anno, Anno poślę Mój głód na twoim ośle. | Ma faim, Anne, Anne, Fuis sur ton âne! |

## Wpływ i inspiracje

### W Polsce
Wpływ życia i twórczości Rimbauda dość wyraźnie zarysował się w okresie Młodej Polski; jego postawę wędrownego poety-cygana kultywował choćby Wincenty Korab-Brzozowski. Bezpośredni wpływ poetyki Iluminacji uwidocznił się z kolei u Jana Kasprowicza, piszącego w 1906 swój poemat O bohaterskim koniu i walącym się domie. Do śmiałej erotyki wczesnych poezji Rimbauda bezpośrednio i dość mocno nawiązywał Kazimierz Przerwa-Tetmajer.
Ogromny wpływ poezja Rimbauda wywarła na Rafale Wojaczku. Jego fascynacja francuskim poetą była ogromna – wierzył on bowiem w reinkarnację oraz w to, że jest kolejnym wcieleniem swojego mistrza. W twórczości Wojaczka można znaleźć nawiązania do poezji Rimbauda (już sam tytuł pierwszego tomu jego wierszy jest wyraźną aluzją do „Sezonu w piekle”). Polski poeta obrał za swój cel kontynuowanie i rozwój postawionego przez Rimbauda stwierdzenia: „JA to ktoś inny”.
Fascynacja Rimbaudem była żywa przede wszystkim w okresie dwudziestolecia międzywojennego, epoce kształtującej się awangardy literackiej. W tym czasie powstały pierwsze całościowe tłumaczenia jego poezji zebranych. Pod wpływem francuskiego symbolisty Julian Tuwim napisał swój naturalistyczny tom poezji Sokrates tańczący, Jarosław Iwaszkiewicz – tom prozy poetyckiej, Kasydy, a Aleksander Wat – eksperymentalną powieść écriture automatique, Ja z jednej strony i Ja z drugiej strony mego mopsożelaznego piecyka. „Polskim Rimbaudem” nazywano swego czasu Mariana Czuchnowskiego, przede wszystkim autora Kobiet i koni, tomu wierszy noszącego podtytuł jednoznacznie odwołujący się do autora Sezonu w piekle.

## Rimbaud w polskim przekładzie
Pierwsze w Polsce przekłady twórczości Rimbauda autorstwa Zenona Przesmyckiego ukazały się na łamach warszawskiej „Chimery”. Tłumaczenie Statku pijanego ogłoszone zostało już w 1892; reszta doczekała się publikacji w 1901 z okazji druku pierwszego w Polsce eseju krytyczno-literackiego na temat poezji Rimbauda. Kilku tłumaczeń dokonali w tym czasie również Jan Kasprowicz i Bronisława Ostrowska.
W 1921 wydany został wybór przekładów pod redakcją Jarosława Iwaszkiewicza i Juliana Tuwima. Publikację tę uznaje się za przełomową dla dziejów poezji Rimbauda w Polsce. Fragmenty Iluminacji przetłumaczyli Jarosław Iwaszkiewicz i Jerzy Rytard; reszta była autorstwa m.in. Juliana Tuwima i Antoniego Słonimskiego.
Sezon w piekle po raz pierwszy przetłumaczony w całości przez Stanisława Miłaszewskiego ukazał się w 1915 pt. W piekle. Następnie wznowiony został w 1933 w antologii Stefana Napierskiego Od Baudelaire’a do surrealistów. Książka prezentowała już zaledwie cztery wiersze z rozdziału Alchemii słowa przetłumaczone przez Miłaszewskiego – reszta stanowiła daleki od oryginału i szybko zapomniany przekład Napierskiego. W latach 30 należy wspomnieć również o dwóch przekładach fragmentów prozy poetyckiej Rimbauda, Szczęście i Głód, dokonanych przez Józefa Czechowicza.
Po II wojnie światowej Rimbauda tłumaczył Adam Ważyk. W jego Antologii współczesnej poezji francuskiej (1947) oraz w redagowanych przez siebie Poezjach wybranych Rimbauda oprócz starych przekładów zaprezentował również nowe autorstwa Julii Hartwig, Mieczysława Jastruna, K.A. Jaworskiego, Jana Kotta i Włodzimierza Lewika. W 1994 całość Sezonu w piekle i Iluminacji została na nowo przetłumaczona przez Artura Międzyrzeckiego.